# Joni Mitchell

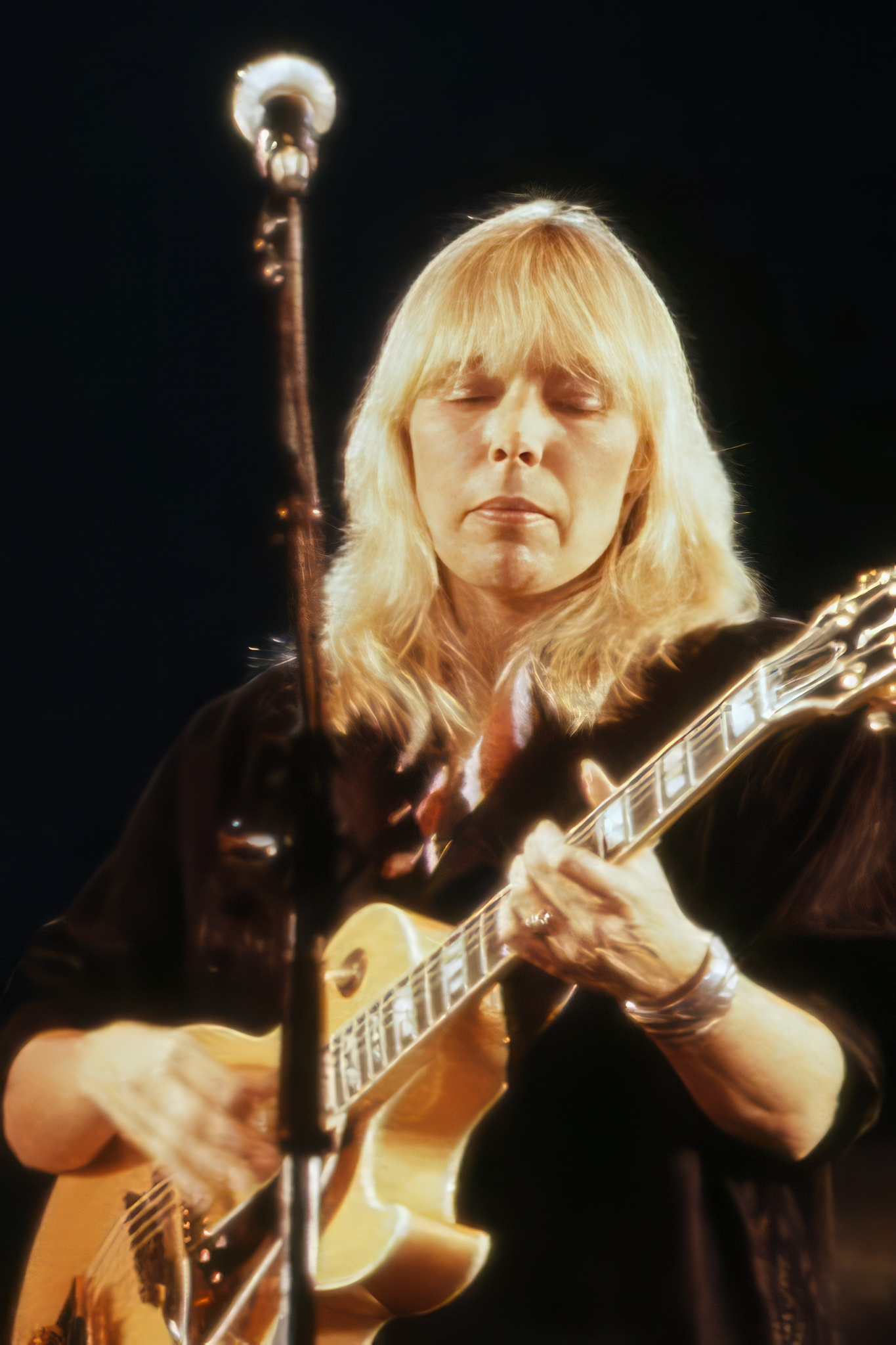
Joni Mitchell (1983)

Joni Mitchell, CC (* 7. November 1943 als Roberta Joan Anderson in Fort Macleod, Alberta) ist eine kanadische Musikerin, Komponistin und Malerin. Sie zählt mit ihren anfangs vom Folk inspirierten Liedern zu den bedeutendsten Singer-Songwritern der 1970er Jahre. In der zweiten Hälfte der 1970er Jahre kamen Jazz-Einflüsse hinzu, in den 1980er Jahren Pop und Rock. Sie begleitete sich auf der Gitarre, seltener am Klavier.
Zwischen 1967 und 2007 veröffentlichte Mitchell 22 Alben. Ihre Lieder wurden oft von anderen Musikern gecovert, allein Both Sides, Now rund 1500 Mal. Seit Mitte der 1970er Jahre arbeitete sie mit vielen Jazzmusikern wie Jaco Pastorius, Charles Mingus, Herbie Hancock, Wayne Shorter oder Pat Metheny.

## Leben

### Kindheit
Joni Mitchell wuchs in einer kanadischen Kleinstadt auf, als einziges Kind von Myrtle Marguerite (McKee) und dem Air-Force-Soldaten William Andrew Anderson, der nach dem Krieg Lebensmittelhändler wurde. Die Vorfahren ihrer Mutter waren Schotten und Iren; ihr Vater entstammte einer norwegischen und wahrscheinlich samischen Familie.
Seit ihrem neunten Lebensjahr ist sie Raucherin. Im Jahre 1953 erkrankte sie an Kinderlähmung (wie auch Neil Young) und war viele Wochen im Krankenhaus. Eine Folge der Infektion war eine Schwächung der linken Hand. Als sie elf war, zog ihre Familie nach Saskatoon um.

### Anfänge
Um 1960 wollte Mitchell Gitarre spielen lernen; aus Geldmangel entschied sie sich zunächst für die Ukulele. Danach brachte sie sich das Gitarrenspiel mit einem Pete-Seeger-Songbuch selbst bei. Da ihre linke Hand durch die Kinderlähmung geschwächt war, entwickelte sie alternative Gitarrenstimmungen, um dies zu kompensieren; später nutzte sie diese Stimmungen, um in ihrem Songwriting ungewöhnliche Harmonie- und Strukturansätze zu entwickeln:

„Meine linke Hand ist etwas ungeschickt wegen der Kinderlähmung. Ich musste die Akkorde für die linke Hand vereinfachen, aber ich sehnte mich nach Akkordfolgen, die ich mit der Standard-Stimmung nicht ohne extrem gelenkige linke Hand erreichen konnte.“

Nach der Schule begann sie 1960 am Alberta College of Art in Calgary ein Kunststudium, das sie nach einem Jahr abbrach. 1961 ging sie nach Toronto, um sich als Musikerin zu behaupten. Sie stellte fest, dass viele Lieder als Eigentum anderer Sänger betrachtet wurden – ihr wurde mehrfach gesagt: „Das kannst du nicht singen. Das ist mein Lied.“ Sie begann deshalb, eigene Lieder zu schreiben. An Halloween 1962 hatte sie ihren ersten bezahlten Auftritt in einem Café in Saskatoon. Sie schätze sich als gutaussehend ein und sagte 2015:

„Das Leben ist schwer, wenn du schön bist. Du bist besser dran, wenn du durchschnittlich aussiehst. Und du hast eine größere Chance, wahre Liebe zu finden.“

Im Jahr 1964 wurde sie schwanger. Vor ihrer konservativen Familie verheimlichte sie die Schwangerschaft und gab das am 19. Februar 1965 geborene Mädchen zur Adoption frei, da sie nicht für das Kind sorgen konnte. 1997 fand sie ihre Tochter wieder, doch 2001 zerbrach die Beziehung wieder.
Sie traf 1964 Neil Young in Toronto, mit dem sie fortan eine Freundschaft verband. Sein Lied Sugar Mountain gehörte bald zu ihrem Repertoire; ihr Stück Circle Game gilt als eine Antwort auf dieses Lied. Im Jahre 1973 widmete ihr Young sein Lied Sweet Joni. Auf ihrem späteren Album Hejira spielte er Mundharmonika; 1976 gab es einen überraschenden ersten gemeinsamen Live-Auftritt.
Im Jahre 1965 lernte Mitchell auch ihren späteren Ehemann Chuck Mitchell kennen, einen Folksänger aus Michigan. Mit ihm zog sie nach Detroit in die USA, wo sie gemeinsam Musik machten. Das junge Ehepaar blieb jedoch nicht lange zusammen, und in der Zeit der Trennung schrieb sie viele Lieder. 1968 wurde die Ehe wieder geschieden.

### Erfolge ab 1967

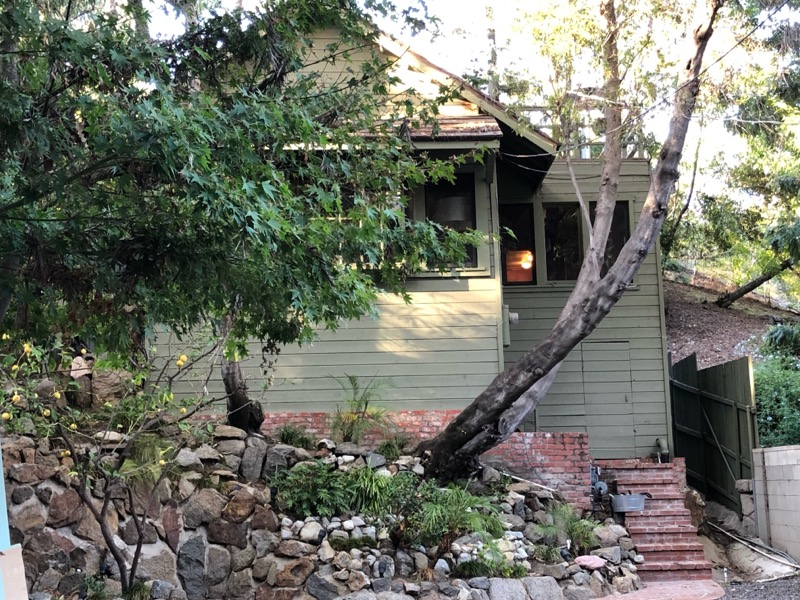
Laurel Canyon, 8217 Lookout Mountain Avenue (2022), Joni Mitchells Haus 1969 bis 1974

Im Jahre 1967 schrieb sie das Lied Both Sides, Now, das Al Kooper an Judy Collins vermittelte. Das Lied wurde ein großer Hit und später von Frank Sinatra, Bing Crosby und vielen anderen interpretiert; rund 1500 Mal wurde es gecovert. Mitchell selbst veröffentlichte das Lied erst 1969 auf ihrem zweiten Album Clouds.
Sie ging nach New York und wurde zu einem Insidertipp in der dortigen Clubszene, die in den 1960er Jahren in Greenwich Village der Nabel der Folkmusik war. Sie trat dort insbesondere im legendären Gaslight Cafe auf. In dieser Zeit war sie ein knappes Jahr mit ihrem Landsmann Leonard Cohen liiert und schrieb mehrere Songs über ihr Verhältnis mit Cohen, u. a. Chelsea Morning, Rainy Night House und A Case of You.
David Crosby, der die Byrds verlassen hatte und nun Crosby, Stills, Nash and Young angehörte, bot sich an, ihr erstes Album zu produzieren, das 1968 unter dem Titel Joni Mitchell erschien. Mit Crosby hatte sie eine kurze Romanze.
Ab 1968 hatte sie eine zweijährige Beziehung mit Graham Nash. 1969 zog sie nach Los Angeles und kaufte dort im Szene-Stadtteil Laurel Canyon einen Bungalow, 8217 Lookout Mountain Avenue. In das Haus zog Graham Nash; er schrieb dort an Mitchells Piano Our House, das 1970 auf dem Album Déjà Vu erschien. Am 17. Mai 1969 brachte der Rolling Stone ein erstes großes Feature über Mitchell.
Der Einladung, auf dem Woodstock-Festival (15. bis 18. August 1969) aufzutreten, folgte sie nicht, da ihr damaliger Manager Elliot Roberts bereits vereinbart hatte, dass sie am 19. August 1969 an der TV-Show des bekannten Moderators Dick Cavett teilnimmt und zu befürchten war, dass sie auf dem Rückweg nach New York im Stau steckenbleibt.

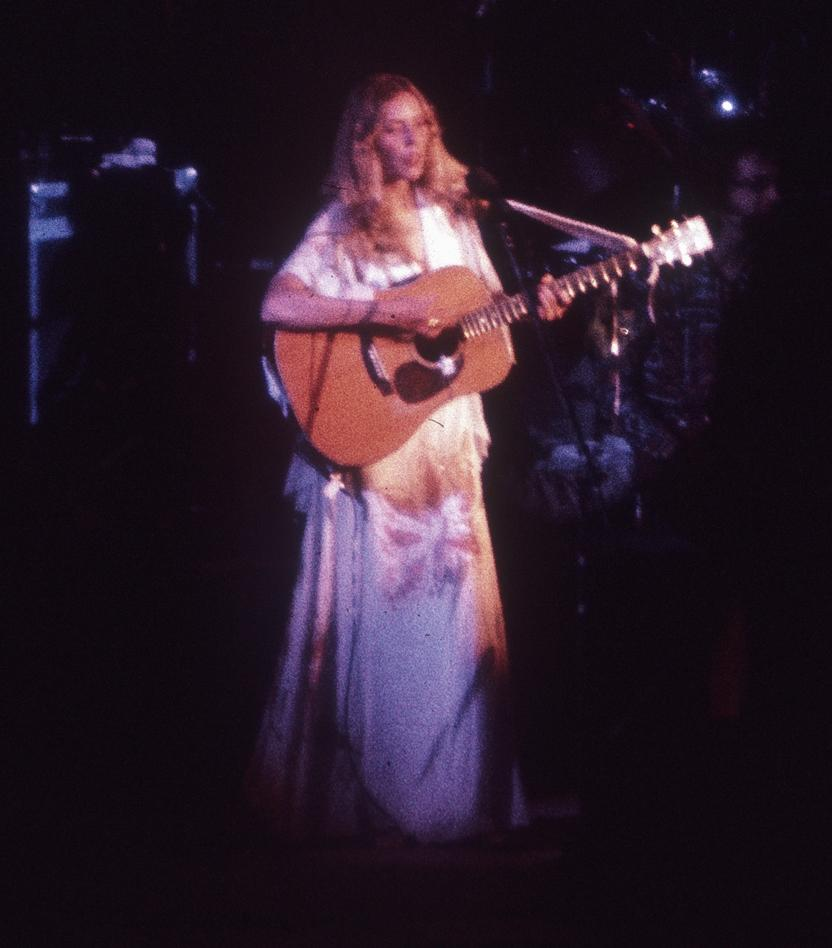
Joni Mitchell (1974)

Aufgewühlt von der Energie, die von diesem Festival auf die gesamte Generation ausging, schrieb sie mit dem Lied Woodstock die Hymne auf das Festival. Crosby, Stills, Nash and Young und auch Matthews Southern Comfort (Platz 1 der britischen Charts) hatten mit Coverversionen des Songs einen großen Hit.
In der ersten Hälfte der 1970er Jahre hatte Mitchell große künstlerische und kommerzielle Erfolge, zunächst mit dem Album Ladies of the Canyon (1970); Mitchell wurde von der alternativen Lebensweise im Laurel Canyon inspiriert.
Vom Sommer 1970 bis zum Frühjahr 1971 war sie mit James Taylor liiert; bei drei Liedern auf dessen Album Mud Slide Slim and the Blue Horizon, darunter You’ve Got a Friend, beteiligte sie sich als Background-Sängerin. Das Zerbrechen der Beziehung aufgrund von Taylors Erfolg verarbeitete sie auf Blue (1971). Das Lied My Old Man handelt von Graham Nash. Es folgte 1972 das Album For the Roses.

### Jazz-Einfluss ab 1974
Im Jahre 1974 folgte Court and Spark, auf dem ein Jazz-Einfluss hörbar wurde. Als Begleitband wurde die Fusion-Band L. A. Express eingesetzt, die aus Tom Scott, Larry Carlton, John Guerin, Max Bennett und Larry Nash bestand. Die Lieder Car On a Hill und Trouble Child behandeln das Scheitern der Beziehung mit Jackson Browne. 1974 erwarb Mitchell im Stadtteil Bel Air, 624 Funchal Road, eine Villa aus den 1920er Jahren mit einem großen Garten.
Auf dem Album The Hissing of Summer Lawns (1975) verstärkte sich der Jazz-Einfluss, auch dieses Album wurde mit L. A. Express eingespielt. Sie führte eine Beziehung mit dem Schlagzeuger John Guerin, die zu einer Verlobung führte. 1976 nahm sie mit ihrem Lied Coyote am Abschiedskonzert The Last Waltz von The Band teil. Zu dieser Zeit hatte sie eine mehrmonatige Kokainsucht. Der Buddhist Chögyam Trungpa half ihr 1976, davon loszukommen.

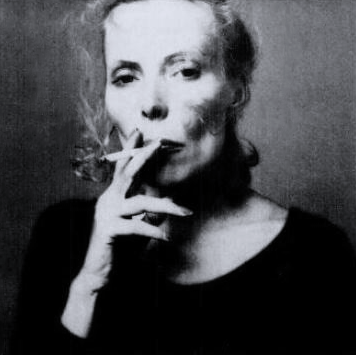
Joni Mitchell (1975)

Die Jazz-Orientierung setzte sich fort auf dem 1976er Album Hejira, dessen Sound Jaco Pastorius mit seiner bundlosen Bassgitarre prägte. Verstärkt wurde die Stilrichtung mit dem 1977er Album Don Juan’s Reckless Daughter und dem 1979er Album Mingus für Charles Mingus. Dieses enthielt vier Mingus-Kompositionen, zu denen Mitchell Texte schrieb. Der an dem Album beteiligte Pianist und Keyboarder Herbie Hancock wiederum widmete Joni Mitchell sein Album River: The Joni Letters (2007). Während dieser Zeit war Mitchell drei Jahre mit dem Jazz-Schlagzeuger Don Alias liiert. 1980 veröffentlichte sie das Live-Album mit deutlichen Jazz-Akzenten Shadows and Light mit den Jazz-Musikern Pat Metheny, Lyle Mays, Michael Brecker und Jaco Pastorius.

### Stärkere Rockeinflüsse ab 1982
1982 heiratete sie den Bassisten Larry Klein; die Ehe hielt zwölf Jahre. Hatte Mitchell in den 1970er Jahren fast jährlich ein Album veröffentlicht, so geschah dies nun nur noch alle drei Jahre. Es kam zu einem stärkeren Einfluss von Pop- und Rockmusik, gefördert von David Geffen; das Album Dog Eat Dog (1985) wurde auf Vorschlag von Geffen Records von Thomas Dolby produziert. Mitchell fand es schwierig, ihre musikalischen Vorstellungen gegen Dolby durchzusetzen:

„Er mag in der Lage sein, es besser zu machen, aber Tatsache ist, dass es dann nicht wirklich meine Musik ist.“

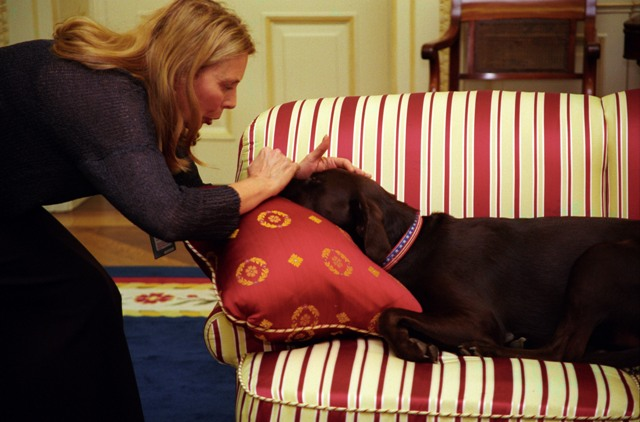
Joni Mitchell mit dem Hund von Bill Clinton (1998)

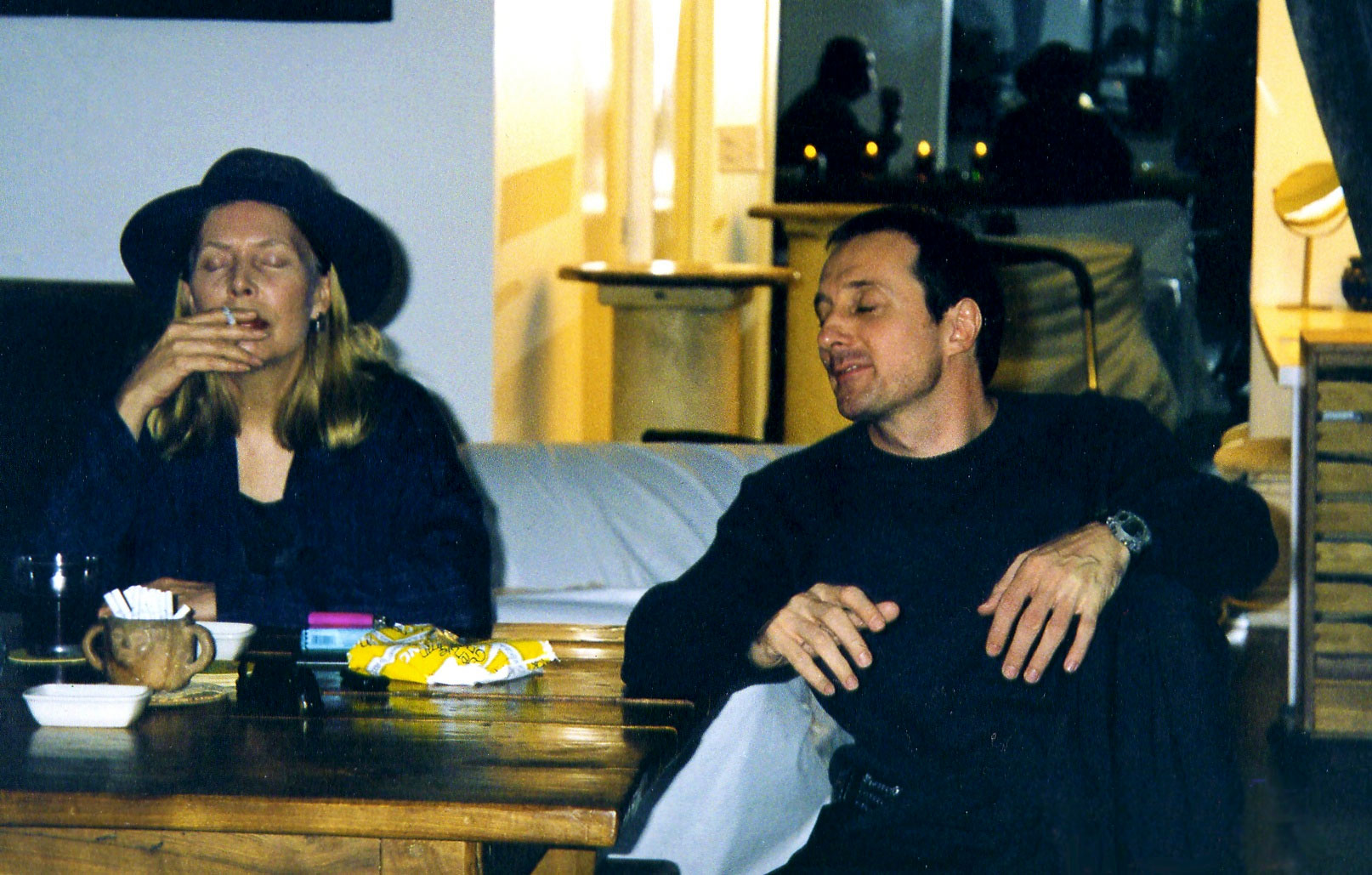
Joni Mitchell (1999)

1988 war der Gesang von Peter Gabriel in dem Lied My Secret Place zu hören, das auf dem Album Chalk Mark In A Rain Storm veröffentlicht wurde. Am 21. Juli 1990 sang sie in Berlin bei dem Live-Konzert The Wall von Roger Waters den Part Goodbye Blue Sky.

### Hinwendung zur Malerei in den 1990ern

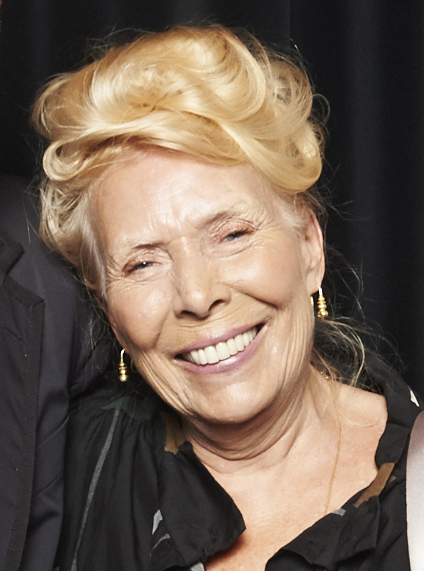
Joni Mitchell (2013)

In ihren späteren Jahren widmete sich Mitchell vornehmlich der Malerei. Schon vorher entwarf sie als Malerin die Schallplattenhüllen eines großen Teils ihrer Alben selbst.
2002 erschien das Doppelalbum Travelogue. Es enthält eine Sammlung von Liedern aus drei Jahrzehnten. Begleitet wurde Joni Mitchell bei den Aufnahmen von einem 70-köpfigen Orchester und Jazzmusikern wie Herbie Hancock oder Wayne Shorter. Sie kündigte an, dass dies ihr letztes Album und sie der Musikindustrie müde sei. Sie wolle sich nun voll und ganz der Malerei widmen, die sie zeit ihres Lebens nicht aus den Augen verloren habe.
Entgegen der Ankündigung nahm Joni Mitchell Anfang 2007 das Album Shine mit fast vollständig neuem Material auf, das im Herbst 2007 erschien und musikalisch eine Wiederannäherung an die eigenen musikalischen Wurzeln bedeutete.
Im April 2010 machte sie in einem vielbeachteten Interview mit der Los Angeles Times öffentlich, dass sie unter der Morgellons-Krankheit leide.
In einem Rolling-Stone-Interview im Jahr 2015 beschrieb sie sich folgendermaßen:

„Ich bin eine Malerin, die Lieder schreibt. Meine Songs sind sehr visuell. Die Wörter erschaffen Szenen – in Cafés und Bars – in düsteren kleinen Zimmern – an vom Mond beschienenen Ufern – in Küchen – in Krankenhäusern und auf Rummelplätzen. Sie ereignen sich in Fahrzeugen – Flugzeugen und Zügen und Autos.“

2014 veröffentlichte Joni Mitchell eine Box mit vier CDs, in der sie Stücke aus 40 Jahren neu geordnet hat. Die Sammlung heißt Love Has Many Faces, Untertitel A Quartet, A Ballet, Waiting to Be Danced. Darstellen soll sie ein Ballett in vier Akten, das bislang noch nicht aufgeführt wurde.
Ende März 2015 erlitt Joni Mitchell einen Schlaganfall. Im Februar 2017 erschien sie zur jährlichen Clive Davis Pre-Grammy Gala in Los Angeles, begleitet von Cameron Crowe.

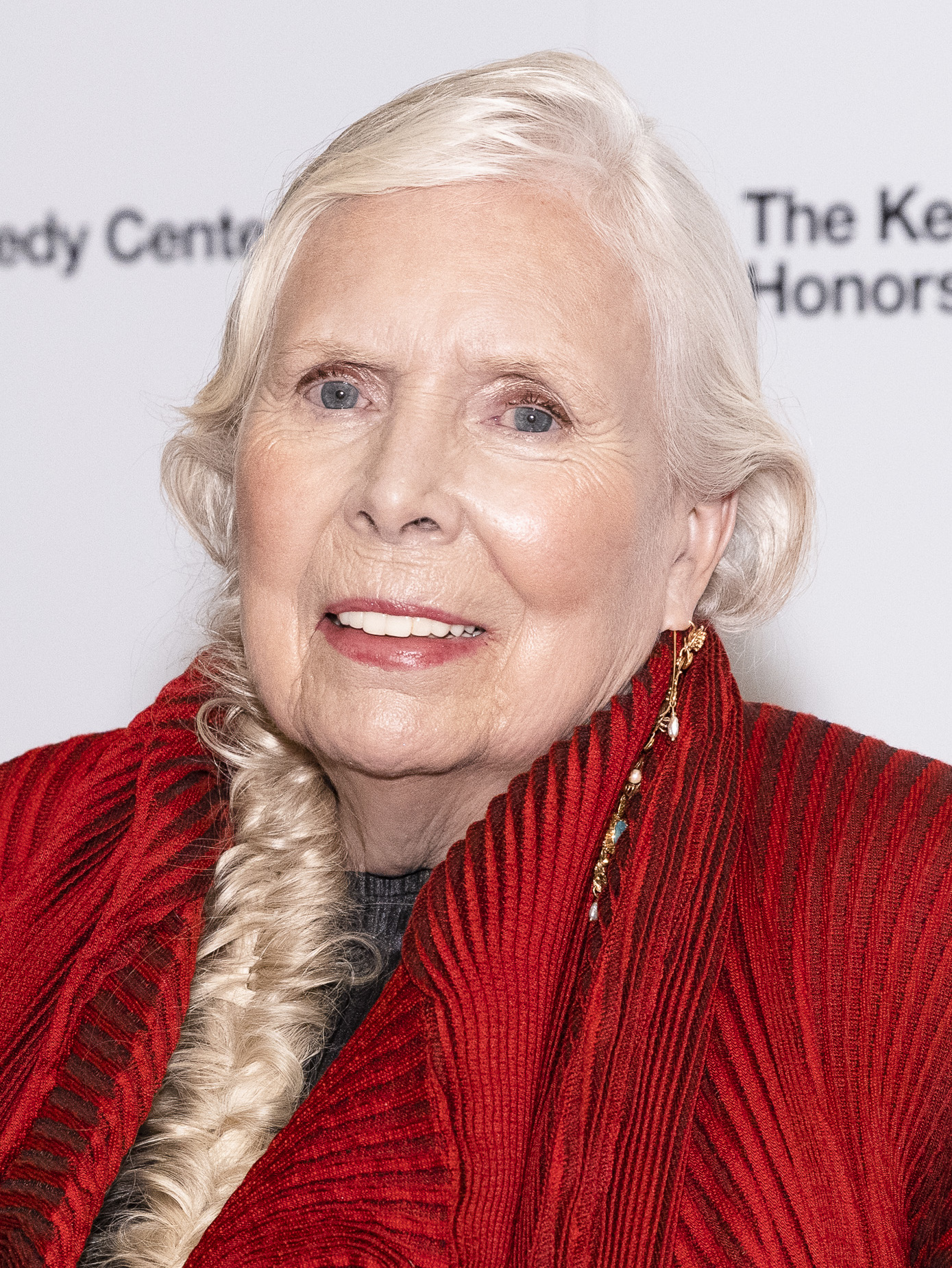
Joni Mitchell (2021)

Am Sonntag, dem 24. Juli 2022, trat Joni Mitchell als Überraschungsgast beim Newport Folk Festival 2022 im Rahmen eines sogenannten Joni Jam auf. Aufgrund ihres Schlaganfalls von 2015 mit dessen schwerwiegenden Folgen wurde dies in den Medien als sensationell bewertet, da sie neben ihren Gesangseinlagen sogar wieder Gitarre spielte.

## Rezeption
Rolling Stone nannte sie „eine der größten Songwriterinnen aller Zeiten“ und listete sie auf Rang neun der 100 größten Songwriter aller Zeiten. AllMusic merkte an: „Wenn sich der Staub gelegt hat, könnte Joni Mitchell als die wichtigste und einflussreichste Künstlerin des späten 20. Jahrhunderts gelten.“

## Auszeichnungen

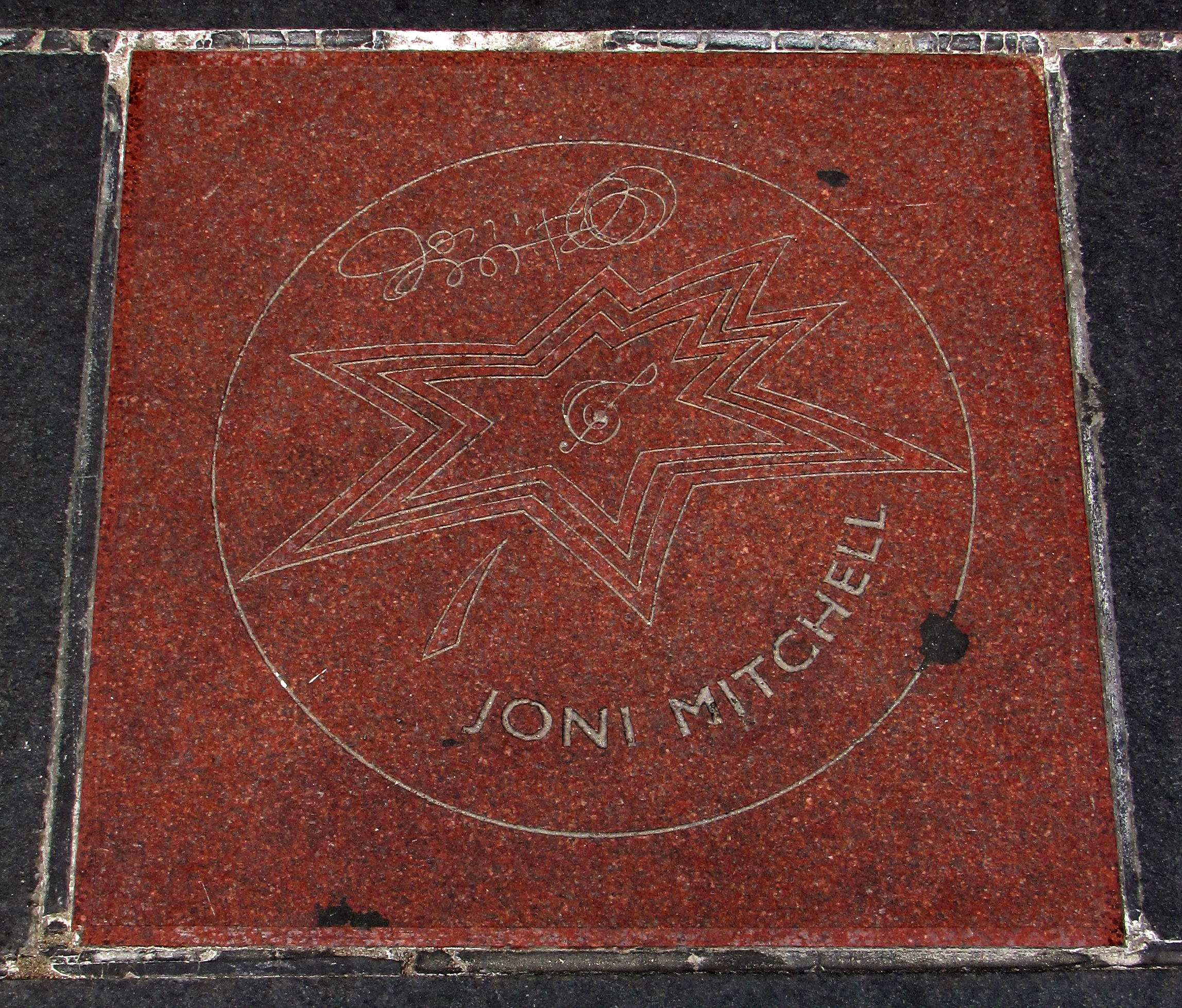
Mitchells Stern im Canada’s Walk of Fame

- Drei von Joni Mitchells Alben wurden mit einem Grammy ausgezeichnet: Clouds (1969), Turbulent Indigo (1994) und Both Sides Now (2000)
- 1976: Juno Award als Künstlerin des Jahres
- 1981 wurde sie mit der Aufnahme in die Canadian Music Hall of Fame geehrt.[50]
- 1996 erhielt sie den Polar Music Prize.
- 1997 wurde Joni Mitchell in die Rock and Roll Hall of Fame aufgenommen.[51]
- 2000 Stern auf dem Canada’s Walk of Fame
- 2002: Companion of the Order of Canada
- 2002 erhielt sie als eine der herausragenden Künstlerinnen des 20. Jahrhunderts einen Ehren-Grammy für ihr Lebenswerk (Lifetime Achievement Award).
- 2015 bekam sie den SFJAZZ Lifetime Achievement Award.[52]
- Der Rolling Stone listete Mitchell auf Rang 62 der 100 größten Musiker, auf Rang 42 der 100 größten Sänger, auf Rang 75 der 100 größten Gitarristen und auf Rang neun der 100 größten Songwriter aller Zeiten.[53][54][55][56]
- 2018 Ehrendoktorwürde der University of Saskatchewan[57]
- 2020 Les Paul Award[58]
- 2022 Ehrenmitglied der American Academy of Arts and Letters[59]

## Diskografie
Studioalben
Diese Diskografie ist eine Übersicht über die musikalischen Werke der kanadischen Musikerin, Komponistin und Malerin Joni Mitchell. Den Quellenangaben zufolge hat sie weltweit mehr als 10 Millionen Tonträger verkauft. Damit zählt sie zu den einflussreichsten Musikerinnen ihrer Generation. Ihre kommerziell erfolgreichste Veröffentlichung ist das Album Court and Spark aus dem Jahr 1974, das in den USA mit Platin ausgezeichnet wurde.

## Alben

### Studioalben
| Jahr | Titel                               | Höchstplatzierung, Gesamtwochen, AuszeichnungChartplatzierungen (Jahr, Titel, Platzierungen, Wochen, Auszeichnungen, Anmerkungen) | Höchstplatzierung, Gesamtwochen, AuszeichnungChartplatzierungen (Jahr, Titel, Platzierungen, Wochen, Auszeichnungen, Anmerkungen) | Höchstplatzierung, Gesamtwochen, AuszeichnungChartplatzierungen (Jahr, Titel, Platzierungen, Wochen, Auszeichnungen, Anmerkungen) | Höchstplatzierung, Gesamtwochen, AuszeichnungChartplatzierungen (Jahr, Titel, Platzierungen, Wochen, Auszeichnungen, Anmerkungen) | Höchstplatzierung, Gesamtwochen, AuszeichnungChartplatzierungen (Jahr, Titel, Platzierungen, Wochen, Auszeichnungen, Anmerkungen) | Höchstplatzierung, Gesamtwochen, AuszeichnungChartplatzierungen (Jahr, Titel, Platzierungen, Wochen, Auszeichnungen, Anmerkungen) | Anmerkungen                              |
| Jahr | Titel                               | DE | AT | CH | UK | US | CA | Anmerkungen                              |
| ---- | ----------------------------------- | --- | --- | --- | --- | --- | --- | ---------------------------------------- |
| 1968 | Song to a Seagull Reprise           | — | — | — | — | US189 (9 Wo.)US | — | Erstveröffentlichung: 23. März 1968      |
| 1969 | Clouds Reprise                      | — | — | — | UK— GoldUK | US31 Gold · (36 Wo.)US | CA22 (… Wo.)CA | Erstveröffentlichung: Mai 1969           |
| 1970 | Ladies of the Canyon Reprise        | — | — | — | UK8 Gold · (25 Wo.)UK | US27 Platin · (33 Wo.)US | CA16 (… Wo.)CA | Erstveröffentlichung: 6. April 1970      |
| 1971 | Blue Reprise                        | — | — | — | UK3 ×2Doppelplatin · (19 Wo.)UK                                                                                                   | US15 Platin · (28 Wo.)US | CA9 (… Wo.)CA | Erstveröffentlichung: 22. Juni 1971      |
| 1972 | For the Roses Asylum                | — | — | — | UK— SilberUK | US11 Gold · (28 Wo.)US | CA5 (… Wo.)CA | Erstveröffentlichung: 21. November 1972  |
| 1974 | Court and Spark Asylum              | — | — | — | UK14 Gold · (11 Wo.)UK | US2 ×2Doppelplatin · (62 Wo.)US                                                                                                   | CA1 (… Wo.)CA | Erstveröffentlichung: 17. Januar 1974    |
| 1975 | The Hissing of Summer Lawns Asylum  | — | — | — | UK14 Silber · (10 Wo.)UK | US4 Gold · (17 Wo.)US | CA7 (… Wo.)CA | Erstveröffentlichung: November 1975      |
| 1976 | Hejira Asylum                       | — | — | — | UK11 Silber · (5 Wo.)UK | US13 Gold · (18 Wo.)US | CA22 (… Wo.)CA | Erstveröffentlichung: 21. November 1976  |
| 1977 | Don Juan’s Reckless Daughter Asylum | — | — | — | UK20 Silber · (7 Wo.)UK | US25 Gold · (13 Wo.)US | CA28 (… Wo.)CA | Erstveröffentlichung: Dezember 1977      |
| 1979 | Mingus Asylum                       | — | — | — | UK24 Silber · (7 Wo.)UK | US17 (18 Wo.)US | CA37 (… Wo.)CA | Erstveröffentlichung: 13. Juni 1979      |
| 1982 | Wild Things Run Fast Geffen         | — | — | — | UK32 (8 Wo.)UK | US25 (21 Wo.)US | CA33 (… Wo.)CA | Erstveröffentlichung: Oktober 1982       |
| 1985 | Dog Eat Dog Geffen                  | — | — | — | UK57 (3 Wo.)UK | US63 (19 Wo.)US | CA44 (… Wo.)CA | Erstveröffentlichung: 30. Oktober 1985   |
| 1988 | Chalk Mark in a Rainstorm Geffen    | — | — | — | UK26 (7 Wo.)UK | US45 (16 Wo.)US | CA23 Gold · (… Wo.)CA | Erstveröffentlichung: 23. März 1988      |
| 1991 | Night Ride Home Geffen              | — | — | — | UK25 (5 Wo.)UK | US41 (14 Wo.)US | CA29 (… Wo.)CA | Erstveröffentlichung: 19. Februar 1991   |
| 1994 | Turbulent Indigo Reprise            | — | — | — | UK53 (3 Wo.)UK | US47 (9 Wo.)US | CA24 Gold · (… Wo.)CA | Erstveröffentlichung: 25. Oktober 1994   |
| 1998 | Taming the Tiger Reprise            | DE79 (1 Wo.)DE | — | — | UK57 (1 Wo.)UK | US75 (4 Wo.)US | CA86 (… Wo.)CA | Erstveröffentlichung: 29. September 1998 |
| 2000 | Both Sides Now Reprise              | DE63 (4 Wo.)DE | — | — | UK50 Gold · (3 Wo.)UK | US66 (11 Wo.)US | CA19 (… Wo.)CA | Erstveröffentlichung: 8. Februar 2000    |
| 2002 | Travelogue Nonesuch                 | — | — | — | — | — | — | Erstveröffentlichung: 19. November 2002  |
| 2007 | Shine Hear Music                    | — | — | CH100 (1 Wo.)CH | UK36 (3 Wo.)UK | US14 (14 Wo.)US | CA13 (… Wo.)CA | Erstveröffentlichung: 25. September 2007 |

grau schraffiert: keine Chartdaten aus diesem Jahr verfügbar

### Livealben
| Jahr | Titel                                  | Höchstplatzierung, Gesamtwochen, AuszeichnungChartplatzierungen (Jahr, Titel, Platzierungen, Wochen, Auszeichnungen, Anmerkungen) | Höchstplatzierung, Gesamtwochen, AuszeichnungChartplatzierungen (Jahr, Titel, Platzierungen, Wochen, Auszeichnungen, Anmerkungen) | Höchstplatzierung, Gesamtwochen, AuszeichnungChartplatzierungen (Jahr, Titel, Platzierungen, Wochen, Auszeichnungen, Anmerkungen) | Höchstplatzierung, Gesamtwochen, AuszeichnungChartplatzierungen (Jahr, Titel, Platzierungen, Wochen, Auszeichnungen, Anmerkungen) | Höchstplatzierung, Gesamtwochen, AuszeichnungChartplatzierungen (Jahr, Titel, Platzierungen, Wochen, Auszeichnungen, Anmerkungen) | Höchstplatzierung, Gesamtwochen, AuszeichnungChartplatzierungen (Jahr, Titel, Platzierungen, Wochen, Auszeichnungen, Anmerkungen) | Anmerkungen                                                                                         |
| Jahr | Titel                                  | DE | AT | CH | UK | US | CA | Anmerkungen                                                                                         |
| ---- | -------------------------------------- | --- | --- | --- | --- | --- | --- | --------------------------------------------------------------------------------------------------- |
| 1974 | Miles of Aisles Asylum                 | — | — | — | UK34 (4 Wo.)UK | US2 Gold · (22 Wo.)US | CA13 (… Wo.)CA | Erstveröffentlichung: November 1974                                                                 |
| 1980 | Shadows and Light Asylum               | — | — | — | UK63 (3 Wo.)UK | US38 (16 Wo.)US | CA73 (… Wo.)CA | Erstveröffentlichung: September 1980                                                                |
| 2009 | Amchitka – October 16, 1970 Greenpeace | — | — | — | — | — | — | Erstveröffentlichung: 10. November 2009 mit James Taylor und Phil Ochs                              |
| 2020 | Live at Canterbury House – 1967 Rhino  | — | — | — | — | — | — | Erstveröffentlichung: 30. Oktober 2020                                                              |
| 2021 | Live at Carnegie Hall – 1969 Rhino     | — | — | — | — | — | — | Erstveröffentlichung: 12. November 2021                                                             |
| 2023 | At Newport Rhino                       | DE64 (1 Wo.)DE | — | CH75 (1 Wo.)CH | UK52 (1 Wo.)UK | US167 (1 Wo.)US | — | Erstveröffentlichung: 28. Juli 2023 vom Newport Folk Festival, 24. Juli 2022 featuring the Joni Jam |
| 2025 | 1976 U.S. Tour Rhino                   | — | — | — | — | — | — | Erstveröffentlichung: 12. April 2025 mit The L.A. Express                                           |

grau schraffiert: keine Chartdaten aus diesem Jahr verfügbar

### Kompilationen
| Jahr | Titel                                                                | Höchstplatzierung, Gesamtwochen, AuszeichnungChartplatzierungen (Jahr, Titel, Platzierungen, Wochen, Auszeichnungen, Anmerkungen) | Höchstplatzierung, Gesamtwochen, AuszeichnungChartplatzierungen (Jahr, Titel, Platzierungen, Wochen, Auszeichnungen, Anmerkungen) | Höchstplatzierung, Gesamtwochen, AuszeichnungChartplatzierungen (Jahr, Titel, Platzierungen, Wochen, Auszeichnungen, Anmerkungen) | Höchstplatzierung, Gesamtwochen, AuszeichnungChartplatzierungen (Jahr, Titel, Platzierungen, Wochen, Auszeichnungen, Anmerkungen) | Höchstplatzierung, Gesamtwochen, AuszeichnungChartplatzierungen (Jahr, Titel, Platzierungen, Wochen, Auszeichnungen, Anmerkungen) | Höchstplatzierung, Gesamtwochen, AuszeichnungChartplatzierungen (Jahr, Titel, Platzierungen, Wochen, Auszeichnungen, Anmerkungen) | Anmerkungen                              |
| Jahr | Titel                                                                | DE | AT | CH | UK | US | CA | Anmerkungen                              |
| ---- | -------------------------------------------------------------------- | --- | --- | --- | --- | --- | --- | ---------------------------------------- |
| 1971 | The World of Joni Mitchell Reprise                                   | — | — | — | — | — | — | Erstveröffentlichung: 1971               |
| 1996 | Hits Reprise                                                         | — | — | — | UK— GoldUK | US161 (2 Wo.)US | — | Erstveröffentlichung: 29. Oktober 1996   |
| 1996 | Misses Reprise                                                       | — | — | — | — | — | — | Erstveröffentlichung: 29. Oktober 1996   |
| 2004 | The Beginning of Survival Geffen                                     | — | — | — | — | — | — | Erstveröffentlichung: 27. Juli 2004      |
| 2004 | Dreamland Rhino                                                      | — | — | — | UK43 (2 Wo.)UK | US177 (1 Wo.)US | — | Erstveröffentlichung: 14. September 2004 |
| 2005 | Songs of a Prairie Girl Rhino                                        | — | — | — | — | — | — | Erstveröffentlichung: 26. April 2005     |
| 2014 | Love Has Many Faces: A Quartet, a Ballet, Waiting to Be Danced Rhino | — | — | — | — | — | — | Erstveröffentlichung: 24. November 2014  |
| 2020 | Early Joni – 1963 Rhino                                              | — | — | — | — | — | — | Erstveröffentlichung: 30. Oktober 2020   |
| 2021 | Archives – Volume 1: The Early Years (1963–1967): Highlights Rhino   | — | — | — | — | — | — | Erstveröffentlichung: 12. Juni 2021      |
| 2022 | Blue Highlights Rhino                                                | — | — | — | — | — | — | Erstveröffentlichung: 23. April 2022     |

grau schraffiert: keine Chartdaten aus diesem Jahr verfügbar

### EPs
| Jahr | Titel                               | Höchstplatzierung, Gesamtwochen, AuszeichnungChartplatzierungen (Jahr, Titel, Platzierungen, Wochen, Auszeichnungen, Anmerkungen) | Höchstplatzierung, Gesamtwochen, AuszeichnungChartplatzierungen (Jahr, Titel, Platzierungen, Wochen, Auszeichnungen, Anmerkungen) | Höchstplatzierung, Gesamtwochen, AuszeichnungChartplatzierungen (Jahr, Titel, Platzierungen, Wochen, Auszeichnungen, Anmerkungen) | Höchstplatzierung, Gesamtwochen, AuszeichnungChartplatzierungen (Jahr, Titel, Platzierungen, Wochen, Auszeichnungen, Anmerkungen) | Höchstplatzierung, Gesamtwochen, AuszeichnungChartplatzierungen (Jahr, Titel, Platzierungen, Wochen, Auszeichnungen, Anmerkungen) | Höchstplatzierung, Gesamtwochen, AuszeichnungChartplatzierungen (Jahr, Titel, Platzierungen, Wochen, Auszeichnungen, Anmerkungen) | Anmerkungen                             |
| Jahr | Titel                               | DE | AT | CH | UK | US | CA | Anmerkungen                             |
| ---- | ----------------------------------- | --- | --- | --- | --- | --- | --- | --------------------------------------- |
| 2021 | Blue at 50 – Demos & Outtakes Rhino | — | — | — | — | US150 (1 Wo.)US | — | Erstveröffentlichung: 21. Juni 2021     |
| 2023 | Court & Spark Demos Rhino           | — | — | — | — | — | — | Erstveröffentlichung: 24. November 2023 |
| 2024 | Hejira Demos Rhino                  | — | — | — | — | — | — | Erstveröffentlichung: 29. November 2024 |

## Singles

### Als Leadmusikerin
| Jahr | Titel Album                                                    | Höchstplatzierung, Gesamtwochen, AuszeichnungChartplatzierungen (Jahr, Titel, Album, Platzierungen, Wochen, Auszeichnungen, Anmerkungen) | Höchstplatzierung, Gesamtwochen, AuszeichnungChartplatzierungen (Jahr, Titel, Album, Platzierungen, Wochen, Auszeichnungen, Anmerkungen) | Höchstplatzierung, Gesamtwochen, AuszeichnungChartplatzierungen (Jahr, Titel, Album, Platzierungen, Wochen, Auszeichnungen, Anmerkungen) | Höchstplatzierung, Gesamtwochen, AuszeichnungChartplatzierungen (Jahr, Titel, Album, Platzierungen, Wochen, Auszeichnungen, Anmerkungen) | Höchstplatzierung, Gesamtwochen, AuszeichnungChartplatzierungen (Jahr, Titel, Album, Platzierungen, Wochen, Auszeichnungen, Anmerkungen) | Höchstplatzierung, Gesamtwochen, AuszeichnungChartplatzierungen (Jahr, Titel, Album, Platzierungen, Wochen, Auszeichnungen, Anmerkungen) | Anmerkungen                                  |
| Jahr | Titel Album                                                    | DE | AT | CH | UK | US | CA | Anmerkungen                                  |
| ---- | -------------------------------------------------------------- | --- | --- | --- | --- | --- | --- | -------------------------------------------- |
| 1968 | Night in the City Song to a Seagull                            | — | — | — | — | — | — | Erstveröffentlichung: 1968                   |
| 1969 | Chelsea Morning Clouds                                         | — | — | — | — | — | — | Erstveröffentlichung: 1969                   |
| 1970 | Big Yellow Taxi Ladies of the Canyon                           | — | — | — | UK11 Gold · (15 Wo.)UK | US67 (6 Wo.)US | CA14 Platin · (… Wo.)CA | Erstveröffentlichung: April 1970             |
| 1971 | Carey Blue                                                     | — | — | — | — | US93 (1 Wo.)US | CA27 (… Wo.)CA | Erstveröffentlichung: 27. Mai 1971           |
| 1971 | California Blue                                                | — | — | — | — | — | — | Erstveröffentlichung: 1971                   |
| 1972 | You Turn Me On, I’m a Radio For the Roses                      | — | — | — | — | US25 (16 Wo.)US | CA10 (… Wo.)CA | Erstveröffentlichung: Oktober 1972           |
| 1972 | Cold Blue Steel and Sweet Fire For the Roses                   | — | — | — | — | — | — | Erstveröffentlichung: 1972                   |
| 1973 | Raised on Robbery Court and Spark                              | — | — | — | — | US65 (8 Wo.)US | CA51 (… Wo.)CA | Erstveröffentlichung: Dezember 1973          |
| 1974 | Help Me Court and Spark                                        | — | — | — | — | US7 (19 Wo.)US | CA6 (… Wo.)CA | Erstveröffentlichung: 15. März 1974          |
| 1974 | Free Man in Paris Court and Spark                              | — | — | — | — | US22 (14 Wo.)US | CA16 (… Wo.)CA | Erstveröffentlichung: Juli 1974              |
| 1975 | Big Yellow Taxi (Live) Miles of Aisles                         | — | — | — | — | US24 (10 Wo.)US | CA54 (… Wo.)CA | Erstveröffentlichung: Dezember 1974          |
| 1975 | Carey (Live) Miles of Aisles                                   | — | — | — | — | — | — | Erstveröffentlichung: 1974                   |
| 1976 | In France They Kiss on Main Street The Hissing of Summer Lawns | — | — | — | — | US66 (4 Wo.)US | CA19 (… Wo.)CA | Erstveröffentlichung: Januar 1976            |
| 1976 | Coyote Hejira                                                  | — | — | — | — | — | CA79 (… Wo.)CA | Erstveröffentlichung: 1976                   |
| 1977 | Jericho Don Juan's Reckless Daughter                           | — | — | — | — | — | — | Erstveröffentlichung: 1977                   |
| 1977 | The Tenth World Don Juan's Reckless Daughter                   | — | — | — | — | — | — | Erstveröffentlichung: 1977                   |
| 1979 | The Dry Cleaner From Des Moines Mingus                         | — | — | — | — | — | — | Erstveröffentlichung: 1979                   |
| 1980 | Why Do Fools Fall In Love (Live) Shadows and Light             | — | — | — | — | — | — | Erstveröffentlichung: 1980                   |
| 1982 | (You’re So Square) Baby, I Don’t Care Wild Things Run Fast     | — | — | — | — | US47 (9 Wo.)US | — | Erstveröffentlichung: November 1982          |
| 1982 | Chinese Cafe/Unchained Melody Wild Things Run Fast             | — | — | — | — | — | — | Erstveröffentlichung: 1983                   |
| 1982 | Underneath The Streetlight Wild Things Run Fast                | — | — | — | — | — | — | Erstveröffentlichung: 1983                   |
| 1985 | Good Friends Dog Eat Dog                                       | — | — | — | — | US85 (3 Wo.)US | — | Erstveröffentlichung: November 1985          |
| 1986 | Shiny Toys Dog Eat Dog                                         | — | — | — | — | — | — | Erstveröffentlichung: 1986                   |
| 1988 | My Secret Place Chalk Mark in a Rain Storm                     | — | — | — | — | — | CA44 (… Wo.)CA | Erstveröffentlichung: Mai 1988               |
| 1991 | Night Ride Home                                                | — | — | — | — | — | — | Erstveröffentlichung: 1991                   |
| 1991 | Come in from the Cold Night Ride Home                          | — | — | — | — | — | CA27 (… Wo.)CA | Erstveröffentlichung: Juli 1991              |
| 1994 | How Do You Stop Turbulent Indigo                               | — | — | — | UK100 (1 Wo.)UK | — | CA56 (… Wo.)CA | Erstveröffentlichung: November 1994 mit Seal |
| 1994 | Sex Kills Turbulent Indigo                                     | — | — | — | — | — | CA68 (… Wo.)CA |                                              |

grau schraffiert: keine Chartdaten aus diesem Jahr verfügbar

### Als Gastmusikerin
| Jahr | Titel Album                        | Höchstplatzierung, Gesamtwochen, AuszeichnungChartplatzierungen (Jahr, Titel, Album, Platzierungen, Wochen, Auszeichnungen, Anmerkungen) | Höchstplatzierung, Gesamtwochen, AuszeichnungChartplatzierungen (Jahr, Titel, Album, Platzierungen, Wochen, Auszeichnungen, Anmerkungen) | Höchstplatzierung, Gesamtwochen, AuszeichnungChartplatzierungen (Jahr, Titel, Album, Platzierungen, Wochen, Auszeichnungen, Anmerkungen) | Höchstplatzierung, Gesamtwochen, AuszeichnungChartplatzierungen (Jahr, Titel, Album, Platzierungen, Wochen, Auszeichnungen, Anmerkungen) | Höchstplatzierung, Gesamtwochen, AuszeichnungChartplatzierungen (Jahr, Titel, Album, Platzierungen, Wochen, Auszeichnungen, Anmerkungen) | Höchstplatzierung, Gesamtwochen, AuszeichnungChartplatzierungen (Jahr, Titel, Album, Platzierungen, Wochen, Auszeichnungen, Anmerkungen) | Anmerkungen                                                                        |
| Jahr | Titel Album                        | DE | AT | CH | UK | US | CA | Anmerkungen                                                                        |
| ---- | ---------------------------------- | --- | --- | --- | --- | --- | --- | ---------------------------------------------------------------------------------- |
| 1997 | Got ’Til It’s Gone The Velvet Rope | DE17 (11 Wo.)DE | AT21 (9 Wo.)AT | CH11 (17 Wo.)CH | UK6 Silber · (11 Wo.)UK | — | — | Erstveröffentlichung: 15. September 1997 Janet Jackson feat. Q-Tip & Joni Mitchell |

## Videoalben und Musikvideos

### Videoalben
| Jahr | Titel                                                    | Höchstplatzierung, Gesamtwochen, AuszeichnungChartplatzierungen (Jahr, Titel, Platzierungen, Wochen, Auszeichnungen, Anmerkungen) | Höchstplatzierung, Gesamtwochen, AuszeichnungChartplatzierungen (Jahr, Titel, Platzierungen, Wochen, Auszeichnungen, Anmerkungen) | Höchstplatzierung, Gesamtwochen, AuszeichnungChartplatzierungen (Jahr, Titel, Platzierungen, Wochen, Auszeichnungen, Anmerkungen) | Höchstplatzierung, Gesamtwochen, AuszeichnungChartplatzierungen (Jahr, Titel, Platzierungen, Wochen, Auszeichnungen, Anmerkungen) | Höchstplatzierung, Gesamtwochen, AuszeichnungChartplatzierungen (Jahr, Titel, Platzierungen, Wochen, Auszeichnungen, Anmerkungen) | Höchstplatzierung, Gesamtwochen, AuszeichnungChartplatzierungen (Jahr, Titel, Platzierungen, Wochen, Auszeichnungen, Anmerkungen) | Anmerkungen                              |
| Jahr | Titel                                                    | DE | AT | CH | UK | US | CA | Anmerkungen                              |
| ---- | -------------------------------------------------------- | --- | --- | --- | --- | --- | --- | ---------------------------------------- |
| 1980 | Shadows and Light                                        | — | — | — | — | — | — | Erstveröffentlichung: 1980               |
| 1984 | Refuge of the Roads                                      | — | — | — | UK18 (2 Wo.)UK | — | — | Erstveröffentlichung: 1984               |
| 1991 | Come in from the Cold                                    | — | — | — | — | — | — | Erstveröffentlichung: 1991               |
| 1998 | Painting with Words and Music                            | — | — | — | UK25 (4 Wo.)UK | — | — | Erstveröffentlichung: 1998               |
| 2003 | Woman of Heart and Mind (A Life Story)                   | — | — | — | — | — | — | Erstveröffentlichung: 2003               |
| 2007 | The Fiddle and the Drum                                  | — | — | — | — | — | — | Erstveröffentlichung: 2007               |
| 2018 | Both Sides Now (Live At The Isle Of Wight Festival 1970) | — | — | — | UK7 (4 Wo.)UK | — | — | Erstveröffentlichung: 14. September 2018 |
| 2019 | Joni 75: A Birthday Celebration                          | — | — | — | — | — | — | Erstveröffentlichung: 2019               |

grau schraffiert: keine Chartdaten aus diesem Jahr verfügbar

### Musikvideos
| Jahr | Titel                                            | Regie                    |
| ---- | ------------------------------------------------ | ------------------------ |
| 1970 | Woodstock (Live)                                 | Murray Lerner            |
| 1970 | Big Yellow Taxi (Live)                           |                          |
| 1971 | Both Sides, Now                                  | John D. Wilson           |
| 1972 | Big Yellow Taxi                                  | John D. Wilson           |
| 1974 | Help Me (Live)                                   | Colin Strong             |
| 1976 | Hejira                                           | Unknown                  |
| 1983 | Chinese Cafe                                     | Joni Mitchell            |
| 1985 | Dog Eat Dog (Live at Farm Aid)                   | Unknown                  |
| 1985 | Good Friends                                     | Jim Blashfield           |
| 1986 | Shiny Toys                                       | Unknown                  |
| 1988 | My Secret Place (with Peter Gabriel)             | Anton Corbijn            |
| 1988 | Dancin' Clown                                    | Unknown                  |
| 1988 | The Beat of Black Wings                          | Jim Shea & Joni Mitchell |
| 1988 | Lakota                                           | Unknown                  |
| 1989 | Spirit of the Forest (Gentlemen Without Weapons) | Storm Thorgerson         |
| 1991 | Night Ride Home                                  | Rocky Schenck            |
| 1991 | Come in from the Cold                            | Rocky Schenck            |
| 1991 | Nothing Can Be Done                              | Rocky Schenck            |
| 1991 | Two Grey Rooms                                   | Rocky Schenck            |
| 1991 | Passion Play (When All the Slaves Are Free)      | Rocky Schenck            |
| 1995 | How Do You Stop? (with Seal)                     | Rocky Schenck            |
| 1997 | Got 'til It's Gone (Janet Jackson)               | Mark Romanek             |
| 1998 | Big Yellow Taxi (Live)                           | Joan Tosoni              |
| 2000 | Both Sides, Now (Live)                           | Louis J. Horvitz         |
| 2008 | River (Live mit Herbie Hancock)                  | Jon Hill                 |
| 2018 | Big Yellow Taxi (Lyric Video)                    | Paul Gardner             |
| 2018 | Both Sides, Now (Live)                           | Murray Lerner            |
| 2021 | California (Live)                                | Murray Lerner            |
| 2021 | River                                            | Matvey Rezanov           |
| 2023 | Lead Balloon (Lyric Video)                       | Unknown                  |

## Promoveröffentlichungen
| Jahr | Titel Album                                       | Anmerkungen                                         |
| ---- | ------------------------------------------------- | --------------------------------------------------- |
| 1977 | Off Night Backstreet Don Juan's Reckless Daughter | Erstveröffentlichung: 1977                          |
| 1988 | Cool Water Chalk Mark in a Rain Storm             | Erstveröffentlichung: 1988                          |
| 1988 | Snakes and Ladders Chalk Mark in a Rain Storm     | Erstveröffentlichung: 1988                          |
| 1991 | Nothing Can Be Done Night Ride Home               | Erstveröffentlichung: 1991                          |
| 1994 | Sunny Sunday Turbulent Indigo                     | Erstveröffentlichung: 1994                          |
| 1998 | The Crazy Cries of Love Taming the Tiger          | Erstveröffentlichung: 1998                          |
| 2000 | Both Sides, Now Both Sides Now                    | Erstveröffentlichung: 2000 · (UK: Gold, CA: Platin) |

## Boxsets
| Jahr | Titel                                                                | Höchstplatzierung, Gesamtwochen, AuszeichnungChartplatzierungen (Jahr, Titel, Platzierungen, Wochen, Auszeichnungen, Anmerkungen) | Höchstplatzierung, Gesamtwochen, AuszeichnungChartplatzierungen (Jahr, Titel, Platzierungen, Wochen, Auszeichnungen, Anmerkungen) | Höchstplatzierung, Gesamtwochen, AuszeichnungChartplatzierungen (Jahr, Titel, Platzierungen, Wochen, Auszeichnungen, Anmerkungen) | Höchstplatzierung, Gesamtwochen, AuszeichnungChartplatzierungen (Jahr, Titel, Platzierungen, Wochen, Auszeichnungen, Anmerkungen) | Höchstplatzierung, Gesamtwochen, AuszeichnungChartplatzierungen (Jahr, Titel, Platzierungen, Wochen, Auszeichnungen, Anmerkungen) | Höchstplatzierung, Gesamtwochen, AuszeichnungChartplatzierungen (Jahr, Titel, Platzierungen, Wochen, Auszeichnungen, Anmerkungen) | Anmerkungen                              |
| Jahr | Titel                                                                | DE | AT | CH | UK | US | CA | Anmerkungen                              |
| ---- | -------------------------------------------------------------------- | --- | --- | --- | --- | --- | --- | ---------------------------------------- |
| 2003 | The Complete Geffen Recordings Geffen                                | — | — | — | — | — | — | Erstveröffentlichung: 23. September 2003 |
| 2012 | The Studio Albums 1968-1979 Warner Bros.                             | — | — | — | — | — | — | Erstveröffentlichung: 30. Oktober 2012   |
| 2020 | Joni Mitchell Archives – Vol. 1: The Early Years (1963–1967) Rhino   | — | — | — | — | — | — | Erstveröffentlichung: 30. Oktober 2020   |
| 2021 | The Reprise Albums (1968–1971) Rhino                                 | DE29 (1 Wo.)DE | — | CH45 (1 Wo.)CH | UK42 (1 Wo.)UK | — | — | Erstveröffentlichung: 25. Juni 2021      |
| 2021 | Joni Mitchell Archives – Vol. 2: The Reprise Years (1968–1971) Rhino | — | — | — | — | — | — | Erstveröffentlichung: 12. November 2021  |
| 2022 | The Asylum Albums (1972–1975) Rhino                                  | DE93 (1 Wo.)DE | — | — | — | — | — | Erstveröffentlichung: 23. September 2022 |
| 2023 | Joni Mitchell Archives – Vol. 3: The Asylum Years (1972–1975) Rhino  | — | — | — | — | — | — | Erstveröffentlichung: 6. Oktober 2023    |
| 2024 | The Asylum Albums (1976-1980) Rhino                                  | — | — | — | — | — | — | Erstveröffentlichung: 21. Juni 2024      |
| 2024 | Joni Mitchell Archives – Vol. 4: The Asylum Years (1976–1980) Rhino  | — | — | — | — | — | — | Erstveröffentlichung: 6. Oktober 2023    |

## Audio
- Michael Frank: Lange Nacht der Sängerin Joni Mitchell, zum 80. Geburtstag Deutschlandfunk Kultur Lange Nacht vom 11. November 2023, 136:47 Minuten Audio-Version

## Dokumentation
- Joni Mitchell – Hippie Folk Goddess. Regie: Clara Kuperberg und Julia Kuperberg, ARTE F, Frankreich, 53 Minuten, 2022[3]